# Цикл вулканічний
ЦИКЛ (ПЕРІОД) ВУЛКАНІЧНИЙ – вулканічні процеси, які проявляються протягом одного тектоно-магматичного етапу (періоду). Охоплює різні (нерівні) відрізки геохронологічної шкали. Зазвичай відображає всю послідовність розвитку геосинклінальної системи в межах тектонічного етапу, підкоряючись еволюції тектонічних структур. Розвиток циклу в цілому характеризується зміною складу магми від основного до кислого. Продукти різновікових вулканічних циклів відокремлені один від одного незгідностями, до часу яких нерідко приурочена інтрузивна діяльність, яка свідчить про різку зміну тектонічної обстановки на кордоні товщ, що відповідає часу формування ефузивних і вулканогенно-осадових комплексів. Протягом В.ц. накопичуються гірські породи, що складають магматичну формацію.